# Hilda pulchra
Hilda pulchra är en insektsart som först beskrevs av De Carlini 1895.  Hilda pulchra ingår i släktet Hilda och familjen Tettigometridae. Inga underarter finns listade i Catalogue of Life.